# Hernar
Hernar est une île de la municipalité d'Øygarden dans le comté de Vestland, en Norvège. C'est l'une des îles les plus septentrionales de l'archipel d'Øygarden. L'île de 0,5 kilomètre carré est rocheuse et aride. La majeure partie de la colonie se trouve dans un seul groupe dans la partie sud-ouest de l'île, le long de la petite zone portuaire. Le tiers oriental de l'île est inhabité.
Elle se trouve dans un groupe d'îles pour la plupart inhabitées, à environ 3,5 kilomètres au nord de l'île de Seløyna, la grande île peuplée la plus septentrionale d'Øygarden qui est reliée au continent par une série de ponts. Hernar compte environ 15 habitants permanents et de nombreux chalets de vacances. Elle est reliée au continent via un service de ferry pour passagers vers la petite île de Hellesøyna, juste au large de Seløyna. Le service de ferry est exploité par Bergen Nordhordland Rutelag.

### Webographie
- Ressource relative à la géographie :   - Sentralt stadnamnregister